# S:t Olavsloppet
S:t Olavsloppet är en 4 dagars landsvägsstafett mellan Östersund och Trondheim, som avhålls i juni månad varje år. Vartannat år byter man start- och målplats så att stafetten går två år från Norge till Sverige, för att de nästkommande två åren gå från Sverige till Norge. 
Loppet etablerades 1988 och namnet kommer från den norske kungen Olav den helige som regerade mellan 1015 och 1028. Det är ca 333 km långt, består av 32 delsträckor och de deltagande lagen är en blandning av elitlag, lokala idrottslag men främst olika former av motionslag. Sträckningen följer St Olavleden och går genom Trondheim–Stjørdal–Levanger–Verdalsøra–Stiklestad– Sandvika–Duved–Åre–Järpen–Vången–Nälden–Krokom–Östersund. 